# Simulium hiemale
Simulium hiemale är en tvåvingeart som beskrevs av Rubtsov 1956. Simulium hiemale ingår i släktet Simulium och familjen knott.
Artens utbredningsområde är Azerbajdzjan. Inga underarter finns listade i Catalogue of Life.